# Cressanges
Cressanges település Franciaországban, Allier megyében. Lakosainak száma 637 fő (2022. január 1.). Cressanges Besson, Bresnay, Châtillon, Noyant-d’Allier, Souvigny, Treban és Tronget községekkel határos.

## Népesség
A település népességének változása:
| Lakosok száma | 971  | 710  | 715  | 661  | 671  | 657  | 644  | 627  | 629  | 637  |
|               | 1962 | 1975 | 1990 | 2006 | 2011 | 2013 | 2016 | 2018 | 2020 | 2022 |